# 加賀恭一郎シリーズ
『加賀恭一郎シリーズ』（かがきょういちろうシリーズ）または『加賀シリーズ』（かがシリーズ）は、東野圭吾による日本の推理小説のシリーズで、『卒業』を始めとする、刑事の加賀恭一郎を主人公としたミステリーシリーズ。

## 概要
加賀恭一郎は1986年の東野のデビュー第2作『卒業』で初登場、その時は国立T大学に通う大学生で、在学中に巻き込まれた連続殺人事件の探偵役だったが、1989年の『眠りの森』で「作者のちょっとしたイタズラ心」から、警視庁捜査一課の刑事として再登場する。
東野にとって加賀は「自分がしっかりキャラクターを持っている人物」「自分がやったことのない実験作に挑む際に登場させることが多い、頼りになるキャラクター」であり、1990年代中盤から後半にかけては『悪意』や『どちらかが彼女を殺した』『私が彼を殺した』『嘘をもうひとつだけ』といった本格ミステリ的趣向の話題作にも登場した。『悪意』以降、加賀は脇役といえる位置づけに回ることもあり、『どちらかが彼女を殺した』では本庁から所轄の刑事になっている。そして、2006年刊行の『赤い指』では、自らの家族と向き合いながら、どこにでもある家族の闇に迫る姿、2009年刊行の『新参者』では日本橋人形町を歩き回る姿が描かれた。『麒麟の翼』では親子の愛情について深く掘り下げられた。

## 登場人物

### 主人公
加賀恭一郎（かが きょういちろう）
演 - 山下真司（テレビ朝日版）、阿部寛（TBSテレビ版）、声 - 高橋克典（Audible）
人物
長身で肩幅が広くがっしりとした体型。彫りの深い顔立ちであるため、逆光で目元が黒く見え、顎は尖っている。喫煙をしないので歯が白く、笑うと爽やかな印象を周囲に与える。『新参者』では少し髪を伸ばしている。
心優しくリーダーシップと協調性があったが、警察官になってからは単独行動が目立つ。能弁ではないが寡黙でもない。情は深いが冷静沈着。犯罪者に対しても優しさや思いやりを失わないで、隙のない鋭い人間観察眼ですばやく事件を見通せる。社会学部出身の文系だが、工学・化学・情報科学にも詳しい。『新参者』では何度も事件に関係ない質問をするので、町の一部の人からは変人扱いでTシャツにシャツといったカジュアルな服装で周りの警察官達からはいけすかない奴と思われている。
趣味嗜好
趣味は茶道とクラシックバレエ鑑賞である。『私が彼を殺した』で、神林貴弘は「クライトンのファンだったのか」と了解している。国立T大在学中は剣道部の部長を務め（6段）全日本選手権で優勝。
テレビドラマ版では、煎餅や人形焼きなどの菓子にことさら執着する一面を見せている。
過去
初登場時は大学生で、卒業後に社会科の教師になった。教師時代、生徒が不良グループからいじめを受けていたため、解決策を考える。生徒を励ましていた折、いじめの首謀者が盲腸で入院。そこで加賀は「負け犬のまま終わらせたくない」と考え、生徒にノートを取らせて首謀者に届けるということを続けさせた（生徒は嫌がっていたが無理に説得した）。次第に生徒は明るさを取り戻して行き、功を奏したと思われたが、首謀者たちは加賀の目があったから大人しくしていただけに過ぎなかった。
首謀者の退院後、不良グループが生徒をリンチにかけるという報復に出てしまう。結果、生徒は出刃包丁で首謀者の脇腹を刺すという事件を起こしてしまった（殺人未遂）。加賀は生徒との面会を望んだが、「この世で最も会いたくない人間」と拒否されてしまう。加賀は自身を「教師として失格」と判断して教職を退いた（『悪意』）。この時の出来事は今でも「人生最大の敗北」として記憶に刻まれている。
その後は父親と同じ警察官となり、捜査一課から練馬署の捜査一係に巡査部長として勤務する。その後は日本橋署で警部補として勤務している。
エピソード
『卒業』の冒頭で高校・大学を共に過ごした相原沙都子にプロポーズしたが、いつのまにかフラレている。しかし、『眠りの森』では、沙都子を「大学時代の恋人」として扱っていて年に1、2回ほど海外から手紙が届くと記してある。恭一郎はそれを“過去からの手紙”と思っている。その後、新進気鋭のバレリーナ・浅岡未緒に恋をする。その後の進展は不明だが、『新参者』では、ある事件の裁判で弁護側の情状証人として出廷し、そのせいで所轄に異動となったということが記されている。現在は独身で、『赤い指』では30代半ばである。
『悪意』では教師時代の同僚・野々口修と関わることになる。この作品では野々口と加賀が入れ替わる形で視点主となってストーリーが進行する。
『私が彼を殺した』ではストーリー中盤から登場。出番は少ないものの、トリックのヒントを語り、真犯人に向けて「貴方が犯人です」と言ったところで幕を引く。この小説では加賀が最後に語ったヒントを以って読者が犯人を推理するという形式になっており、加賀の口から真犯人の名前は語られない。
母親が蒸発しており、その原因が父親の多忙さにあると思っているらしく、仲はあまり良くないが、『眠りの森』では時々電話（留守番電話含む）で言葉を交し合っている。未緒のことも告げている。
『祈りの幕が下りる時』では、「本庁への異動」という話がエピローグで登場する。また、「母親が蒸発した理由」についても明かされる。

### 家族
加賀隆正（かが たかまさ）
恭一郎の父。元刑事で退職後は警備会社のアドバイザーをしていた。『卒業』では恭一郎に事件のアドバイスをした。『眠りの森』では恭一郎に縁談を持ちかけたり、自身の周りで起きたちょっとした事件のことで電話をかけたりもした。だが、恭一郎とは母の件以降疎遠になっている。
『どちらかが彼女を殺した』では恭一郎が和泉康正に、「無意味な復讐は赤穂浪士だけでたくさんだ」が父の口癖である、と語っている。
『赤い指』では胆嚢と肝臓の癌により入院中で、その後安らかに息を引き取る。
松宮脩平（まつみや しゅうへい）
恭一郎の従弟で警視庁捜査一課に勤務している。かつては三鷹の古い借家に住んでいたが、捜査一課配属と同時に高円寺のマンションに移り住んだ。母・克子と2人暮らし。克子には結婚歴があったが、最初の夫は若くして病死。脩平は2番目の夫との間の子であるが、脩平が幼い時に事故で亡くなったため、父親に関する記憶は全く無い。なお、その2番目の夫は他の女性と結婚しており、離婚が成立しないまま克子と同棲していたため、克子と正式な婚姻関係は無い。
自身が中学に上がる頃に、高崎から東京に引っ越したが、その際に伯父の隆正が水商売をしていた母に東京での就職口を見つけ、自分達親子が東京で生活できるように援助してくれたことを知ってからは、隆正を実父のように敬愛するようになり、その隆正が就いていた職種だという理由から刑事を志した。隆正が病に伏してからも彼の元を訪ねようとしない恭一郎に当初は大きな不満を抱いていたが、隆正が息を引き取った後に恭一郎と隆正の深い絆を知る。恭一郎のことを「恭さん」と呼んでいるが、勤務中は「加賀さん」と呼ぶように恭一郎に指示された。

### その他
金森登紀子（かなもり ときこ）
『赤い指』に初登場。恭一郎の父の隆正を担当していた看護師で、恭一郎は彼女に自分の代わりに将棋の相手をさせていた。隆正が他界してからもずっとメールのやりとりをしていて、『麒麟の翼』では隆正の三回忌のことで恭一郎に厳しく当たる。
『祈りの幕が下りる時』にも登場。

### その他の刑事
石垣
『赤い指』、『麒麟の翼』、『祈りの幕が下りる時』に登場。警視庁捜査一課勤務・松宮脩平の上司・係長・事件の担当捜査官。
小林
『赤い指』、『麒麟の翼』、『祈りの幕が下りる時』に登場。警視庁捜査一課勤務・松宮脩平の上司・主任・事件の担当捜査官。
坂上
『赤い指』、『麒麟の翼』、『祈りの幕が下りる時』に登場。警視庁捜査一課勤務・松宮脩平の先輩刑事・事件の担当捜査官。
富井
『眠りの森』、『祈りの幕が下りる時』に登場。警視庁捜査一課勤務・加賀の上司。
牧村
『赤い指』に登場。練馬警察署勤務・事件の担当捜査官。

## シリーズ作品

### 卒業
- 単行本：1986年5月20日 講談社 ISBN 4-06-202728-3
- 文庫本：1989年5月15日 講談社文庫 ISBN 4-06-184440-7（解説：権田萬治）

加賀恭一郎の初出演作。このときは国立T大在学中でありながらも多彩な頭脳で事件を暴く。『卒業-雪月花殺人ゲーム』は2009年に新装版が刊行され、タイトルは『卒業』だけとなった。

### 眠りの森
- 単行本：1989年5月8日 講談社 ISBN 4-06-193976-9
- 文庫本：1992年4月15日 講談社文庫 ISBN 4-06-185130-6（解説：山前譲）

容疑者と同じバレエ団の女性に思いを寄せながら、バレエ界での正当防衛の真実に加賀が肉迫する。

### どちらかが彼女を殺した
- 新書：1996年6月6日 講談社ノベルス ISBN 4-06-181687-X
- 文庫本：1999年5月15日 講談社文庫 ISBN 4-06-264575-0（解説：西上心太）
- 文庫本（新装版）：2023年6月15日 講談社文庫 ISBN 978-4-06-532139-3（解説：西上心太）

妹の復讐を誓う兄、それを止めようとする恭一郎。容疑者は2人のどちらか。

### 悪意
- 単行本：1996年9月20日 双葉社 ISBN 4-575-23264-5
- 新書：2000年1月5日 講談社ノベルス ISBN 4-06-182114-8
- 文庫本：2001年1月15日 講談社文庫 ISBN 4-06-273017-0（解説：桐野夏生）

小説全体が、野々口や加賀の手記、回想の形式で書かれており、「なぜ犯行に至ったのか」という、ホワイダニット（動機）に重点を置いて書かれている。

### 私が彼を殺した
- 新書：1999年2月5日 講談社ノベルス ISBN 4-06-182046-X
- 文庫本：2002年3月15日 講談社文庫 ISBN 4-06-273385-4（解説：西上心太）
- 文庫本（新装版）：2023年7月14日 講談社文庫 ISBN 978-4-06-532584-1（解説：西上心太）

作家の穂高誠が詩人の神林美和子との挙式で毒殺された。容疑者は3人－美和子の兄か、穂高のマネージャーか、美和子の担当編集者か。『どちらかが彼女を殺した』同様、最後まで犯人が明かされない。難度も上がっている。

### 嘘をもうひとつだけ
- 単行本：2000年4月10日 講談社 ISBN 4-06-210048-7
- 文庫本：2003年2月15日 講談社文庫 ISBN 4-06-273669-1

シリーズ初の短編集。全て「嘘」に関連した話になっていて、恭一郎以外の人物の目線で描かれている。
| タイトル           | 初出                     | 備考                                                                      |
| ------------------ | ------------------------ | ------------------------------------------------------------------------- |
| 嘘をもうひとつだけ | 「IN★POCKET」1999年5月号 | 恭一郎が『眠りの森』を思わせる発言をする。                                |
| 冷たい灼熱         | 「小説現代」1996年10月号 | 「多摩南署たたき上げ刑事・近松丙吉シリーズ」の第1作としてテレビドラマ化。 |
| 第二の希望         | 「小説現代」1997年6月号  |                                                                           |
| 狂った計算         | 「小説現代」1997年10月号 | 「多摩南署たたき上げ刑事・近松丙吉シリーズ」の第2作としてテレビドラマ化。 |
| 友の助言           | 「小説現代」1999年7月号  | 恭一郎の友人が登場。                                                      |

### 赤い指
- 単行本：2006年7月25日 講談社 ISBN 4-06-213526-4
- 文庫本：2009年8月12日 講談社文庫 ISBN 978-4-06-276444-5

少女の遺体が住宅街で発見された。捜査上に浮かんだ平凡な家族。一体どんな悪夢が彼等を狂わせたのか、加賀が挑む。

### 新参者
- 単行本：2009年9月18日 講談社 ISBN 4-06-215771-3
- 文庫本：2013年8月9日 講談社文庫 ISBN 978-4-06-277628-8

マンションで絞殺された40代の独身女性。事件の真相を追い、日本橋人形町を加賀が歩く。九つの謎を解いたとき、初めて事件は幕を閉じる。
| タイトル       | 初出                     | あらすじ                                                               |
| -------------- | ------------------------ | ---------------------------------------------------------------------- |
| 煎餅屋の娘     | 「小説現代」2004年8月号  | おばあちゃんのところに来た保険会社の男                                 |
| 料亭の小僧     | 「小説現代」2005年6月号  | 料亭の主人に人形焼を買ってこいと命じられた小僧                         |
| 瀬戸物屋の嫁   | 「小説現代」2005年10月号 | 仲の悪い二人の嫁姑。間に入っておろおろする息子                         |
| 時計屋の犬     | 「小説現代」2008年1月号  | 犬の散歩中に殺された女性と会っていたという男性                         |
| 洋菓子屋の店員 | 「小説現代」2008年8月号  | いつも買いにきてにこにこしているのが殺された人                         |
| 翻訳家の友     | 「小説現代」2009年2月号  | 自分がもう少し早く行けば殺されなかったのにと自責の念に駆られている友人 |
| 清掃屋の社長   | 「小説現代」2009年5月号  | 自分の秘書に若い女性を置いたことで誤解を受ける清掃屋の社長             |
| 民芸品屋の客   | 「小説現代」2009年6月号  | 孫にコマを見つけられた男                                               |
| 日本橋の刑事   | 「小説現代」2009年7月号  | 部下に振り回されながら事件を解決する刑事                               |

### 麒麟の翼
- 単行本：2011年3月3日 講談社 ISBN 4-06-216806-5
- 文庫本：2014年2月14日 講談社文庫 ISBN 978-4-06-277766-7

ある夜、巡査が声をかけたのは刺殺された男の死体だった。日本橋で起きたこの事件の真相に、加賀が立ち向かう。

### 祈りの幕が下りる時
- 単行本：2013年9月13日 講談社 ISBN 4-06-218536-9
- 文庫本：2016年9月15日 講談社文庫 ISBN 978-4-06-293497-8

小菅のアパートで住人ではない40代女性の遺体が発見された。捜査線上に浮かぶのは被害者の親友の女性演出家。そして事件は加賀自身の亡き母に関する問題と結びつく。

### 希望の糸
- 単行本：2019年7月5日 講談社 ISBN 978-4-06-514894-5
- 文庫本：2022年7月15日 講談社文庫 ISBN 978-4-06-528618-0

### あなたが誰かを殺した
- 単行本：2023年9月21日 講談社 ISBN 978-4-06-531179-0

### 誰かが私を殺した
- オーディオブック：2024年7月24日 Audible

単行本などの紙媒体や電子書籍などを経ず、初出がオーディオブックとなることを前提に東野圭吾、講談社、およびAudibleの協力により書き下ろされた。

## 備考
- 『眠りの森』『悪意』の時点で捜査一課だった加賀を『どちらかが彼女を殺した』から所轄の刑事にしたのは、『どちらかが彼女を殺した』で扱うような偽装されたとはいえ自殺として扱われる事件の捜査を捜査一課で担当することがないことが判明し、加賀をそうした事件にあたらせるため異動させたという事情がある。なお、設定面における加賀の異動理由は『新参者』で明らかになる。
- 『赤い指』を書き上げる前に『新参者』に収録の3編を発表していた東野は「『赤い指』での苦労を経て、約束の場所に辿り着けたと思う」とその3編で加賀が一皮剥けていたことに関してコメントしている。また『赤い指』が家族の話であることから、加賀自身はどんな家族を持っていたかを書くにあたり、加賀を長く見ていた人物が必要として従弟の松宮脩平という語り役が生まれたという背景がある。なお、この松宮は『新参者』を除く以降の作品で加賀の相棒役を務めることとなる。
- 『嘘をもうひとつだけ』に収録されている「嘘をもうひとつだけ」、「冷たい灼熱」は風祭壮太によって漫画化されている。そこでは恭一郎は和製コロンボと呼ばれており、『新参者』のドラマ化する際も伊與田英徳は「日本人ならではのコロンボを作りたい」と語っている。

## 映像化

### 1993年から2002年までの変遷
1993年、テレビ朝日「土曜ワイド劇場」で、『眠りの森』が『眠りの森の美女殺人事件』のタイトルでドラマ化された。シリーズ全体でみれば、これが初の映像化となり、この時は加賀役を山下真司が演じている。
それから2001年、NHK総合の「月曜ドラマシリーズ」枠で『悪意』が『東野圭吾ミステリー「悪意」』のタイトルで、そして『嘘をもうひとつだけ』所収の「冷たい灼熱」「狂った計算」がその2001年と2002年にそれぞれ『多摩南署たたき上げ刑事・近松丙吉』シリーズの原作としてドラマ化された。だがどちらも主人公は加賀ではなく、前者は間寛平演じる“浪花のコロンボ”の異名を持つベテラン刑事・西原甲子男が、後者は伊東四朗演じる多摩南署の刑事・近松丙吉が宛がわれている。

### 『新参者』シリーズ
2010年4月より阿部寛を加賀役に迎え、『新参者』が TBSテレビ「日曜劇場」枠で連続ドラマ化された。以後、「新参者」の名を含んだ阿部寛主演のシリーズとして、『赤い指』『眠りの森』を原作としたSPドラマ2本、『麒麟の翼』『祈りの幕が下りる時』を原作とした劇場版が2本制作されている。加賀恭一郎そのものがドラマ化されるのは実に17年振りとなる。
シリーズ作品はオリジナル要素を取り入れながら原作のあらすじや設定を踏襲した内容となっている。他にも原作の『新参者』未登場の松宮をドラマ版『新参者』の段階から登場させており、『新参者』では1キャラクターでしかなかった青山亜美を加賀の後輩の記者へと変更し、本シリーズのメインキャラとして配している。
また東野は、『新参者』で加賀を演じた阿部寛に直筆の手紙を送っている。この手紙の内容は、『眠りの森』のTBSドラマ版公式サイトで見ることができる。

#### シリーズ一覧
新参者
連続ドラマ・全10話。 2010年4月18日- 6月20日放送。日本橋の“新参者”加賀恭一郎、人形町での最初の殺人事件。
赤い指〜『新参者』加賀恭一郎再び!
SPドラマ。2011年1月3日放送。『新参者』より2年前。加賀、練馬署時代の父との過去とある家族がひた隠す罪。
麒麟の翼 〜劇場版・新参者〜
シリーズ劇場版・東宝系。2012年1月28日公開。加賀、日本橋第2の事件。日本橋の麒麟像の前で息絶えた男のメッセージ。
“新参者”加賀恭一郎「眠りの森」
SPドラマ2作目。2014年 1月2日放送。加賀、捜査一課時代の恋とバレエに秘められた悲しい嘘。
祈りの幕が下りる時
シリーズ完結編・劇場版。東宝系。2018年1月27日公開。加賀、日本橋第3の事件。

#### シリーズ共通キャスト
- 加賀恭一郎 - 阿部寛[2]
- 青山亜美 - 黒木メイサ（『新参者』『赤い指』『麒麟の翼』登場）
- 松宮脩平 - 溝端淳平（『眠りの森』のみ非登場）
- 加賀隆正 - 山﨑努（『赤い指』から登場）
- 金森登紀子 - 田中麗奈 （『赤い指』『麒麟の翼』『祈りの幕が下りる時』登場）
- 小林主任 - 松重豊 （『赤い指』『麒麟の翼』登場）

##### オリジナルキャラクター
前述したように青山亜美は『新参者』の一登場人物であり、厳密にはドラマオリジナルとは言えないが、シリーズを通じての登場人物へと変更されているため、本項ではオリジナルキャラクターとして扱い、ドラマ独自の設定を解説する。
青山 亜美
初登場時25歳。日本橋人形町のタウン誌「ドールタウン」の記者で、カフェ「黒茶屋」でウエイトレスとしてアルバイトもしている。加賀とは同じ大学の茶道部のOBと後輩という間柄で、日本橋署に赴任して間もない加賀と再会する。
以前は新聞記者だったが、何らかの事情があった模様で辞職し、「ドールタウン」の同僚となる望月綾名の紹介でタウン誌記者となっている。過去の付き合いから加賀との関係は気安く、加賀から何かにつけて三流記者と揶揄されることがしばしば。練馬区の幼女死体遺棄事件の記者会見中、ペンのインクが切れたところに加賀がペンをあげて助けて貰ってからは、そのインクの切れたペンを大事にしている。その当時の2年前は毎潮新聞の新人記者であり、幼女死体遺棄事件を担当した際、以前大学茶道部のOB会で会った加賀を見かけて以来、捜査に加わる加賀と本格的な面識を持ち彼を取材した。当初は幼女を殺した犯人への怒りに燃え、殺人事件をいくつか担当したことからの慣れを自負していたが、加賀に「遺族の泣く姿に慣れてはならない」と諭され、事件を解決に導いた加賀の姿勢を知ってからは、加賀を理想の記者像として仰ぐようになる。
日本橋小伝馬町で発生した殺人事件の被害者である三井峯子の息子で劇団員である清瀬弘毅の恋人であり、弘毅の知らないところで生前の峯子とも交流を持っていたため、弘毅には疑念を抱かれ、『新参者』第五章では重要容疑者として疑われることとなった、だが、そのことで峯子が小伝馬町に来た理由を知ってからはタウン誌記者を辞めて事件と向き合っていき、事件解決後はタウン誌の記者に戻った。『麒麟の翼』では被害者であり「黒茶屋」の常連客だった青柳武明が来店していた時のことを証言し、生前の青柳を見かけた「黒茶屋」の客を紹介するなど加賀に協力する。この頃は、駆け出しのジャーナリストとして週刊誌に記事を載せたりし、恋人の弘毅も演劇で主演を張る活躍をしている。

#### スタッフ
- 企画 - 那須田淳
- プロデューサー - 伊與田英徳、中井芳彦
- 脚本 - 牧野圭祐（連続ドラマ・SP）、真野勝成（連続ドラマ・SP2作目シナリオ協力）（SP2脚本協力）、櫻井武晴（連続ドラマシナリオ協力・SP・SP2作目・劇場版担当）
- 音楽 - 菅野祐悟
- 音楽プロデューサー - 志田博英
- テクニカルディレクター - 浅野太朗
- 撮影 - 高柳知之、田中浩一
- 映像 - 竹若章
- 照明 - 鋤野雅彦、鈴木博文
- 音声 - 中山大輔
- 美術 - 大西孝紀
- 美術デザイン - 大木壮史
- 美術制作 - 高橋宏明
- 装置 - 秋山雷太
- 大道具 - 下原直樹
- 装飾 - 上原一晃、藤田明伸
- 電飾 - 今村知之
- 建具 - 宇野景治郎（連続ドラマ、SP）、大崎健一（SP2）
- 編集 - 山田宏司
- 音響効果 - 山口将史（連続ドラマ、SP）、本郷俊介（SP2）
- 選曲 - 稲川壮
- MA - 脇田結花（連続ドラマ）、東圭吾（SP）、宮崎匤宏（SP2）
- スタイリスト - 土屋詩童
- メイク - 小泉尚子* 特殊メイク - 松井祐一
- 音楽コーディネーター - 溝口大悟
- 編成 - 高橋正尚（連続ドラマ）、時松隆吉（SP、SP2）
- 番組宣伝 - 嵯峨一考（連続ドラマ、SP）、広重玲子（SP2）
- 広告宣伝 – 青木玲奈
- スチール - 下平知子（連続ドラマ）、渡辺富雄（SP、 SP2）
- モバイル – 高山美咲
- 制作担当 - 横原誠（連続ドラマ）、的場明日香（SP）、小坂正人（SP2）
- プロデューサー補 - 髙野英治、齋藤彩奈
- デスク - 藤田順子
- 製作著作 - TBS